# Stig M. H:son Björkman
Stig Malcolm Henningsson Björkman, känd som Stig M. H:son Björkman, född 3 december 1900 i Augerums församling i Blekinge län, död 23 mars 1971 i Nacka församling i Stockholms län, var en svensk bokförläggare.
Björkman var son till G.H. Björkman, som var kapten vid Flottan, och Elin Laurin. Han blev student vid Östra Real i Stockholm 1919 och studerade senare vid Stockholms högskola, där han blev filosofie kandidat 1927 och var amanuens 1927–1930. Han tog examen som reservofficer 1921 och blev kapten i Norrlands artilleriregementes reserv 1940.
Han verkade vid La Maison du Livre Français i Paris 1922 och kom till Fritzes Hofbokhandel 1923. Samma år medarbetade han i Norstedts uppslagsbok. Han var chef för Iduns tryckeris (Esseltes från 1933) tidskriftsavdelning 1929–1936. Han blev ekonomichef vid Svenska Hem 1929 och var chefredaktör där 1936–1963. Björkman var också verkställande direktör för Förlags AB Spectator från 1936.
Björkman var ledamot av styrelsen för Konsthantverkarnas gille 1938–1948, bland annat som sekreterare och vice ordförande. Han var styrelseledamot i Militärtekniska Föreningen 1945–1950 samt ordförande i Svensk Fackpress 1948–1956 och samma år vice president i La Fédération Internationale de la Presse Technique et Periodique. Björkman var också fackpressens representant i näringslivets granskningsnämnd.
Han var kommissarie för utställningen "Nordiskt Konsthantverk" 1946. Han grundade Föreningen Östra Realare och var dess förste ordförande.
Stig M. H:son Björkman fick sonen Lauri (1923-2005) med skådespelaren Sigrid Lundberg, syster till Gösta Ekman d ä. Björkman var därefter gift tre gånger, första gången 1923–1932 med Greta von Heland (1902–1993), omgift Brändström, och fick sonen Ulf Björkman (1924–2021) genom vilken han blev farfar till Thérèse Juel.
Andra gången var han gift 1935–1951 med redaktören Gunvor Söderbergh (1997–1998) och fick tre söner: Stig (född 1938), Jan (född 1943) och Lars (född 1946).
Tredje gången var han gift från 1951 till sin död med Ulla Lindh (född 1924) och fick dottern Anneli (född 1951) och sonen Klas (född 1955).
Han är begravd på Galärvarvskyrkogården i Stockholm.